# Karel Jereb
Karel Jereb, slovenski rimskokatoliški duhovnik, salezijanec in misijonar, * 22. oktober 1907, Idrija, Avstro-Ogrska, † 26. junij 1991, Chosica, Peru.
Ljudsko šolo in gimnazijo je obiskoval v rojstnem kraju. Leta 1925 je vstopil v malo semenišče pri salezijancih v Veržeju. Po dveh letih se je začel pripravljati za vstop  v redovno skupnost in avgusta 1928 opravil prve zaobljube. Šolanje je nadaljeval v
Radni pri Sevnici. Bogoslovje je obiskoval na visoki teološki šoli na
Rakovniku. V  mašnika je bil posvečen 3. julija 1938 v Ljubljani. Do maja 1945, ko je odšel v Italijo, je deloval v Ljubljani. V Italiji je ostal dve leti, nato pa je odšel v Peru. Več kot 20 let je deloval v kraju Ayacucho. Tu je bil katehet in daljše obdobje ekonom v škofijskem malem semenišču. Skupaj z gojenci je živel v skrajni revščini. Sredi 60-tih let 20. stoletja je postal spovednik in to službo opravljal do konca življenja v več salezijanskih zavodih v Peruju. Zaradi svojega značaja in znanja  je bil iskan duhovni voditelj in vzgojitelj, ki je vzgojil celo vrsto domačih duhovnikov.